# Mike Resnick
Michael Diamond "Mike" Resnick, född 5 mars 1942 i Chicago, död 9 januari 2020 i Cincinnati, var en mycket produktiv och mångfaldigt belönad amerikansk science fiction-författare. 
Hans böcker har ofta anknytning till Afrika. Flera av hans böcker utspelar sig i Birthrightuniversumet. Han har vunnit nebulapriset med Seven Views of Olduvai Gorge. Han har även vunnit hugopriset fem gånger.